# La Vall de Gallinera
La Vall de Gallinera és un municipi del País Valencià i una de les valls de l'interior de la comarca de la Marina Alta. El municipi està format pels nuclis de Benirrama, Benialí, Benissivà, Benitaia, la Carroja, Alpatró, Llombai i Benissili i té l'ajuntament a Benialí. La suma total dels seus habitants actualment se situa en uns 600.

## Geografia
És una de les valls de l'interior de la Marina Alta, allargada en forma de corredor amb direcció nord-est sud-oest, en el qual té el seu naixement i discorre el riu Gallinera, que està envoltat per muntanyes: la Serra de l'Almirall, la Serra de l'Albureca i la Serra Foradada.
Es pot accedir a la Vall de Gallinera des de Pego (est) o des de Planes (oest) per la carretera CV-700.

### Pobles
La Vall de Gallinera està en l'interior de la muntanya d'Alacant format pels nuclis urbans de:
- Benirrama, també anomenat Benirama, Benirahama o Benerahacma al llarg de la història. Com molts dels pobles i despoblats de la Vall de Gallinera és d'origen àrab, i el prefix Beni, tan usual en la toponímia valenciana, significa «fill de». La primera documentació escrita de Benirrama es remunta al cens de 1369. El topònim Bani Rahma prové del nom d'una família i segons l'esmentat cens representava entre in terç i els dos terços de les unitats familiars que hi habitaven. Els seus habitants habituals reben el nom de benirramins i benirramines. Cal destacar el castell, anomenat de Benirrama o Gallinera, que data de principis del segle xi i que en el segle xiii pertanyia als dominis del cabdill al-Azraq. L'antic Camí Reial conforma dins del poble el carrer Major on en un dels seus extrems es troba l'església de Sant Cristòfol, la més antiga de la Vall de Gallinera, amb retaules de fins al segle xv. També hi ha el Calvari, amb taulells ceràmics que daten de finals del segle xix.

- Benialí, també ortografiat en documents antics com a Benicalill, Benihalill, Benihalil, Benihalí, Bonielill o Benielí. Està documentat per primera vegada en el cens de l'any 1369. El nom actual prové del topònim Bani Jalil, pertanyent al d'una família àrab. Dos anys després de l'expulsió dels moriscos, el 10 de juny de 1611, a la plaça del poble el procurador del duc de Gandia, Mateu de Roda, lliurà davant del notari Pere Chella i amb la presència del centenar dels caps de família que venien a repoblar la vall, la Carta Pobla. En ella apareixen detallats els noms i cognoms de tots els repobladors mallorquins, la major part provinents d'Andratx. En l'actualitat es conserven alguns dels cognoms que portaren aquelles persones, com ara Alemany, Palmer, Verches (Berger) i Seguí, els quals són els més comuns a la vall actualment. A Benialí es pot visitar els seus carrers escarpats i l'arquitectura de les seues cases. El Camí Reial transcorre pel carrer d'Enmig, on es troben la font de Benialí o de la Concepció amb el seu llavador, i l'església de Sant Roc, patró del poble. També compta amb la cooperativa, on es troba l'almàssera on s'elabora l'oli de la vall. A Benialí es troba l'ajuntament de la Vall de Gallinera.

- Benissivà

- Benitaia, citada en documentació antiga com a Benitahar, Benitaher, Benitaer, Benitalla o Benitaya. La primera documentació escrita data del cens de 1369 i prové del nom de família àrab Bani Tàhir. Benitaia està composta per tres carrers, el de Dalt, el d'Enmig i el de Baix. A escassos metres de Benitaia es troba el Calvari, la Font de l'Hort i les restes de l'antic convent fransciscà. Des d'allà es pot observar l'alineació solar de la Penya Foradà, fenomen que es remunta a l'any 1611, dos anys després de l'expulsió dels moriscos, quan els franciscans construïren un convent amb el patrocini del duc de Gandia i volgueren que s'ubicara en el lloc precís on, coincidint amb el dia de la celebració del seu patró sant Francesc d'Assís, el 4 d'octubre, els rajos del Sol travessen la Foradà i il·luminen el lloc on estava el convent. Eixa alineació solar es repetix cada mes de març, al voltant del dia 8.

- La Carroja, se cita en textos antics amb diferents variants ortogràfiques com Rachalosa, Caroja, Queroja, Carrocha o Carrosa. Com la major part dels pobles de la Vall apareix documentada per primera vegada en el cens de 1369. L'origen de l'etimologia es desconeix i s'haurà de buscar fora de l'àrab. L'antic Camí Reial creua la Carroja tangencialment. El llogaret està compost únicament per dos carrers, el de la Carretera i el més llarg, el de l'Església. Al recorre'ls ens trobarem amb la Font de Baix, que es feia servir de llavador, i la seua església dedicada a Sant Francesc de Borja, el patró del poble.

- Alpatró, també anomenat Petro, Patro, lo Patron, Potron, Alpatron i Potro al llarg de la història. Està documentat per primera vegada l'any 1290 i la seua etimologia no és àrab encara que en un text de l'any 1578 se cita com al-Batrún. En la dècada dels 50 del segle xx es va trobar un làpida sepulcral de l'any 942 (considerada una de les més antigues de les inscripcions àrabs trobades al País Valencià), en l'actualitat exposada al Museu Arqueològic Municipal Camil Visedo Moltó a Alcoi. En destaca l'església de l'Assumpció, amb un esvelt campanar, i la Font D'Alpatró, que es troba just davant de la citada església. També cal esmentar l'antiga almàssera que en l'actualitat fa de museu etnològic, la fortificació islàmica del Castellot, i el llavador, un dels pocs de la vall amb coberta, en el camí d'eixida cap a Llombai i Benissili. A pocs metres del poble, en la carretera CV-700, també es troben les instal·lacions de la cooperativa "Cirerers de la Muntanya d'Alacant" i la Cooperativa de Sant Marc.

- Llombai, citat en documentació antiga amb les variants Lombayer, Lombart, Lombaer, Lombay i Llombay. Així doncs, l'etimologia del seu topònim no és àrab, encara que apareix com al-Lumbar. La primera cita en un text cristià data del cens de 1369. Tot i que actualment s'ha restaurat algunes cases, el poble hi quedà deshabitat en la dècada de 1970, quan el seu últim habitant, el misteriós centreeuropeu anomenat Stefan Gregor (conegut a la Vall com l'alemany de Llombai) faltà en estranyes circumstàncies. El poble consta d'un sol carrer; a l'entrada es pot observar l'antiga almàssera i al final del poble, just al costat del barranc, es troba el seu llavador amb la font de tres xorrolls.

- Benissili Petita població d'uns cinquanta habitatges, amb església dedicada a sant Pasqual Bailon i el beat Andreu Hibernon. El nucli té dos carrers, Pont i Església, el primer dels quals està separat en dos trams pel riu Gallinera, que naix prop del poble, a la font de la Mata. A més de la font de la Mata hi poden trobar la font Vella, situada al marge dret del riu Gallinera i la font del Llavador amb conducció que permet que l'aigua rage abundant al bell mig del poble. A Benissili es practica la ramaderia i el conreu d'oliveres, ametlers i cirerers, principalment. Hui en dia, també hi ha activitat dedicada al turisme rural. Té un habitatge al poble la família d'En Rafael Giner Estruch, capità músic, compositor de la molt interpretada i famosa marxa mora El Moro del Cinc. Destaca el castell de Benissili, que domina tota la Vall de Gallinera, al qual s'accedix per una senda, que s'agafa prop d'una antiga casella de peons caminers. Dalt hi ha una font i les restes d'una construcció manada fer per un personatge de Llombai que, segons es diu, era un refugiat militar alemany de la Segona Guerra Mundial.

### Localitats limítrofes
Limita amb els termes municipals de l'Atzúbia, l'Orxa, Planes, la Vall d'Alcalà, la Vall d'Ebo i Vilallonga.

## Topònim
L'etimologia del terme Gallinera prové del malnom preromà format per kal (roca, penya) i inar (obertura, forat), de manera que el topònim indica el referent paisatgístic més destacat de la vall, l'anomenada Penya Foradà, una roca foradada que forma un arc de pedra, situada a un dels cims de la Serra Foradada, a 737 m d’altitud.
El novembre de 2020 l'Acadèmia Valenciana de la Llengua (AVL) va aprovar el topònim oficial la Vall de Gallinera (amb l'article "la" davant) per al municipi, després que l'Ajuntament de la localitat l'aprovara en ple municipal.

## Història
Com totes les altres valls de l'interior de la Marina Alta, la de Gallinera va ser ocupada pels àrabs durant quasi sis segles. Després de l'expulsió dels moriscs (1609) la vall va quedar tan despoblada que el Duc de Gandia, a qui pertanyia el territori, va portar de Mallorca 150 famílies per a repoblar-la. Les conseqüències foren contades pel botànic Cavanilles de la manera següent: "Encara es veu l'origen de tots ells en l'accent i dialecte dels seus moradors. Són molt aplicats al treball, tot ho aprofiten i viuen contents en aquell recinte deliciós".

## Demografia
La Vall de Gallinera té una població de 672 habitants, un 15,41% dels quals és de nacionalitat estrangera (INE 2007).
El nucli amb més habitants és Alpatró (224 habitants el 2007), seguit de Benialí (148 hab.).
| Població | 1.949 | 2.324 | 2.082 | 1.940 | 1.954 | 1.695 | 1.350 | 1.107 | 900 | 726 | 578 | 622 | 672 | 676 |

## Política i govern

### Composició de la Corporació Municipal
El Ple de l'Ajuntament està format per 7 regidors. En les eleccions municipals de 26 de maig de 2019 foren elegits 5 regidors de Gent per la Vall (GpV) i 2 del Partit Popular (PP).
| Eleccions municipals de 26 de maig de 2019 - la Vall de Gallinera                                               |                                          |                                     |                                     |      |          |          |
| Candidatura | Candidatura                              | Candidatura                         | Cap de llista                       | Vots | Vots     | Regidors |
| | Gent per la Vall                         |                                     | Ignasi Mora Bataller                | 248  | 67,76%   | 5 (+2)   |
| | Partit Popular                           |                                     | Amadeo Alemany Alemany              | 84   | 22,95%   | 2 ()     |
| | Partit Socialista del País Valencià-PSOE |                                     | Miguel Morell Alemany               | 33   | 9,02%    | 0 (-2)   |
| | Vots en blanc                            |                                     |                                     | 1    | 0,27%    |          |
| Total vots vàlids i regidors                                                                                    | Total vots vàlids i regidors             | Total vots vàlids i regidors        | Total vots vàlids i regidors        | 366  | 100 %    | 7        |
| | Vots nuls                                | Vots nuls                           | Vots nuls                           | 2    | 0,54%    |          |
| Participació (vots vàlids més nuls)                                                                             | Participació (vots vàlids més nuls)      | Participació (vots vàlids més nuls) | Participació (vots vàlids més nuls) | 368  | 83,26%** |          |
| Abstenció | Abstenció                                | Abstenció                           | Abstenció                           | 64*  | 16,74%** |          |
| Total cens electoral                                                                                            | Total cens electoral                     | Total cens electoral                | Total cens electoral                | 442* | 100 %**  |          |
| Alcalde: Ignasi Mora Bataller (GpV) (15/06/2019)                                                                |                                          |                                     |                                     |      |          |          |
| Fonts: JEC, JEZ Dénia, Periòdic Ara. (* No són vots sinó electors. ** Percentatge respecte del cens electoral.) |                                          |                                     |                                     |      |          |          |

### Alcaldia
Des de 2019 l'alcalde de la Vall de Gallinera és Ignasi Mora Bataller, de Gent per la Vall (GpV).
| Període                       | Alcalde o alcaldessa                                  | Partit polític    | Data de possessió     | Observacions         |
| ----------------------------- | ----------------------------------------------------- | ----------------- | --------------------- | -------------------- |
| 1979–1983                     | Àngel Mengual Camps                                   | UCD               | 19/04/1979            | --                   |
| 1983–1987                     | José Seguí Seguí                                      | PSPV-PSOE         | 28/05/1983            | --                   |
| 1987–1991                     | José Seguí Seguí                                      | PSPV-PSOE         | 30/06/1987            | --                   |
| 1991–1995                     | Miguel Marzà Cervera                                  | PP                | 15/06/1991            | --                   |
| 1995–1999                     | Miguel Marzà Cervera                                  | PP                | 17/06/1995            | --                   |
| 1999–2003                     | Miguel Marzà Cervera                                  | PP                | 03/07/1999            | --                   |
| 2003–2007                     | Josep Cirre Tito Carmen Palmer Reig                   | Bloc-EV PSPV-PSOE | 14/06/2003 2005       | Pacte de govern --   |
| 2007–2011                     | Francesc Miquel Cortell Camps                         | PP                | 16/06/2007            | --                   |
| 2011–2015                     | Francesc Miquel Cortell Camps Vicente Sanchis Mengual | PP                | 11/06/2011 03/10/2013 | Dimissió/renúncia -- |
| 2015–2019                     | Antonio Gil Pardo                                     | GpV               | 13/06/2015            | --                   |
| 2019-2023                     | Ignasi Mora Bataller                                  | GpV               | 15/06/2019            | --                   |
| Des de 2023                   | n/d                                                   | n/d               | 17/06/2023            | --                   |
| Fonts: Generalitat Valenciana |                                                       |                   |                       |                      |

## Economia
Els cultius principals de la zona són les cireres, ametlles, olives i garrofes. Destaca la Festa de la Cirera d'Alpatró.

## Monuments i llocs d'interès

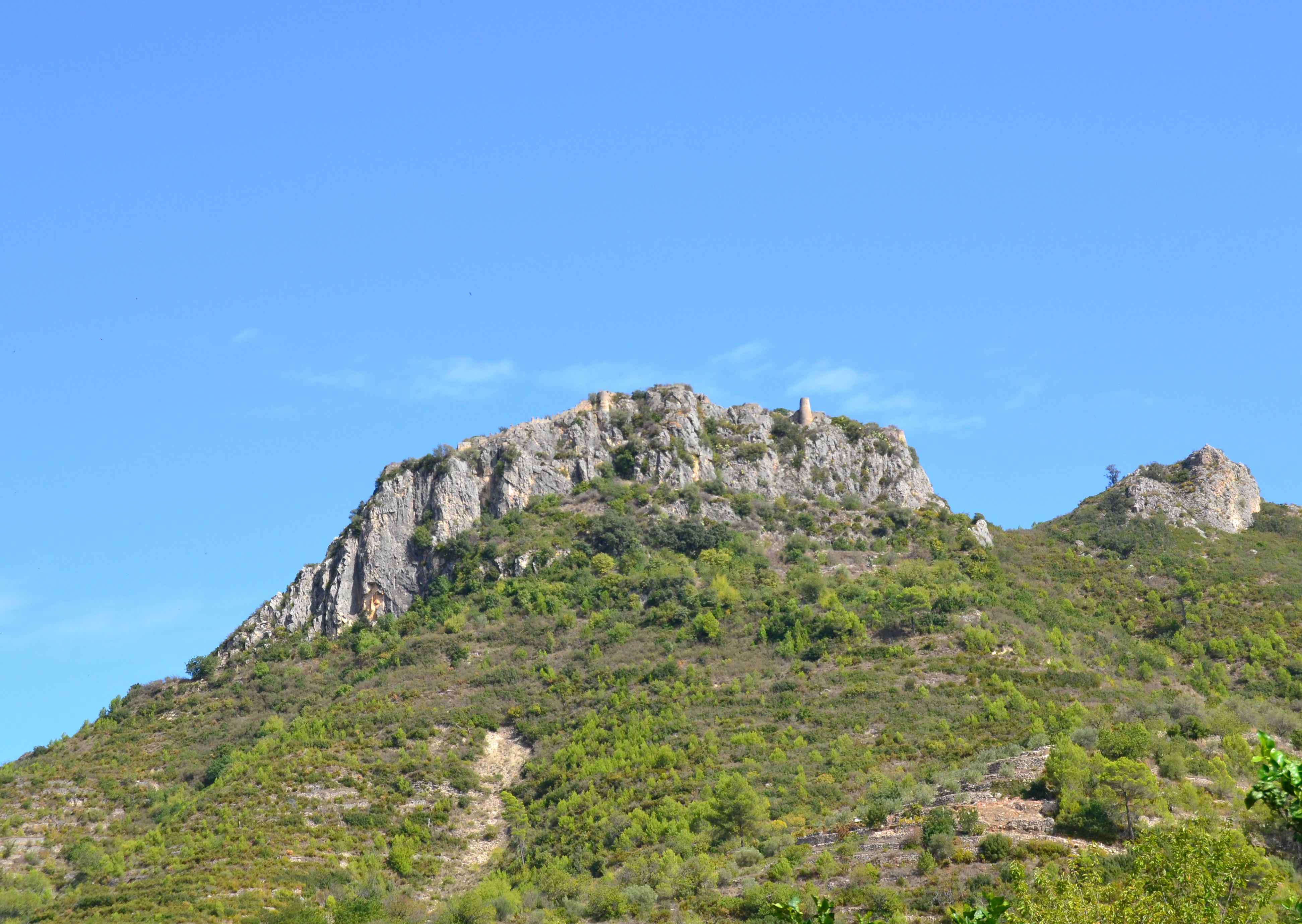
Castell de Gallinera

- Castell de Benirrama. Tingué molta importància a l'època de Jaume I.

- Fort islàmic. Les restes del fort islàmic de Benissili estan ubicades en les altures que dominen la vall.

- Ruïnes del convent. Les ruïnes del convent del segle xviii es troben a la rodalia de Benitaia.

- Poblat ibèric del Xarpolar Descobert en 1928, està situat damunt d'un cim de la serra Foradà.

## Festes
- Festes patronals. Se celebren a cada poble durant els caps de setmana d'agost i setembre.
- Festes de Benirrama: Últim cap de setmana de juliol.
- Festes de Benissivà: Primer cap de setmana d'agost en honor de sant Roc.
- Festes de Benialí: Segon cap de setmana d'agost en honor de sant Miquel i a la Mare de Déu dels Desemparats.
- Festes d'Alpatró: Del 14 al 18 d'agost.
- Festes de La Carroja: Tercer cap de setmana d'agost en honor de sant Francesc de Borja.
- Festes de Benissili: Últim cap de setmana d'agost en honor de sant Pasqual Bailón.
- Moros i Cristians. Se celebren a Benialí, encara que als altres pobles durant les seues festes també s'hi representen.

## Galeria

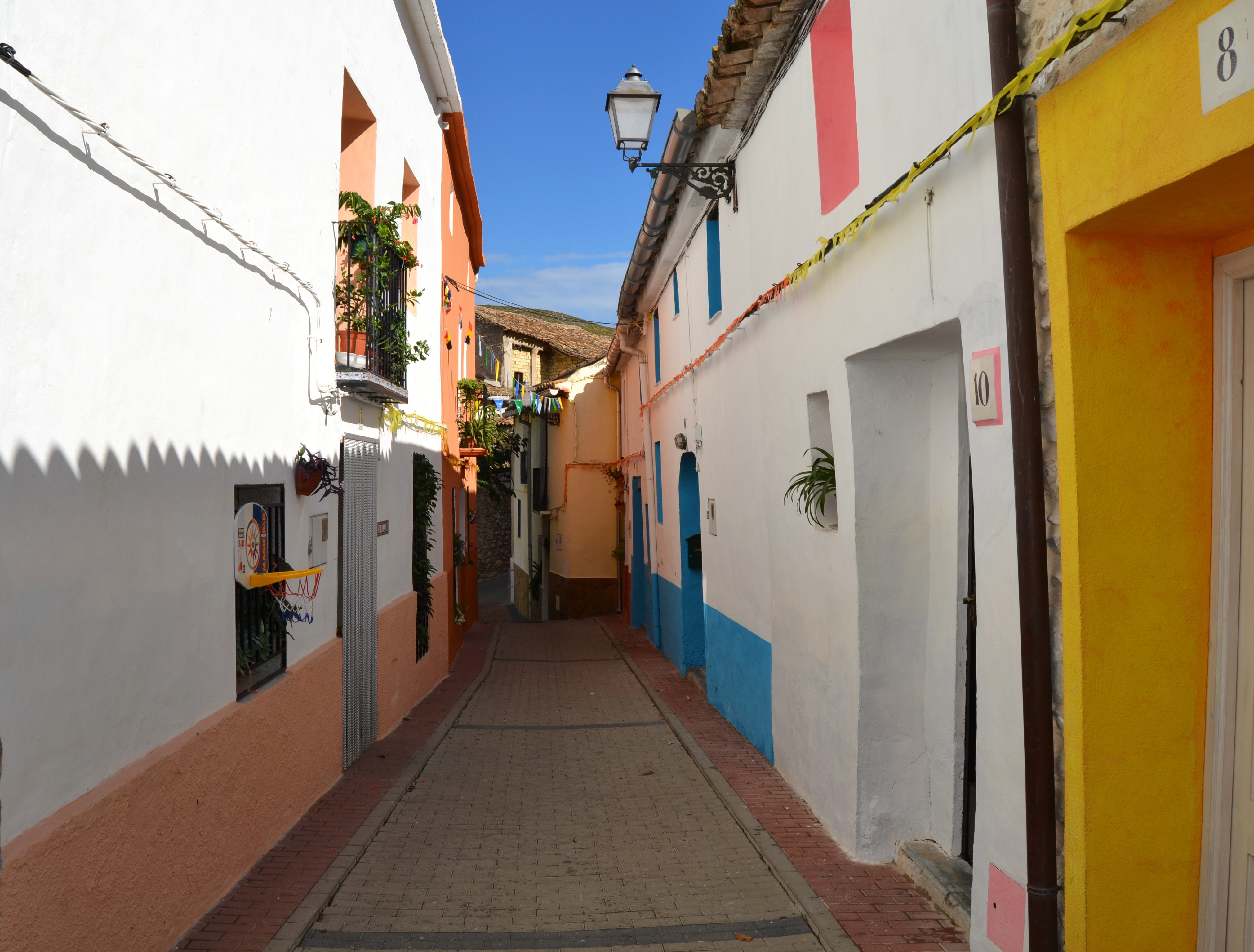
Carrer de Benirrama
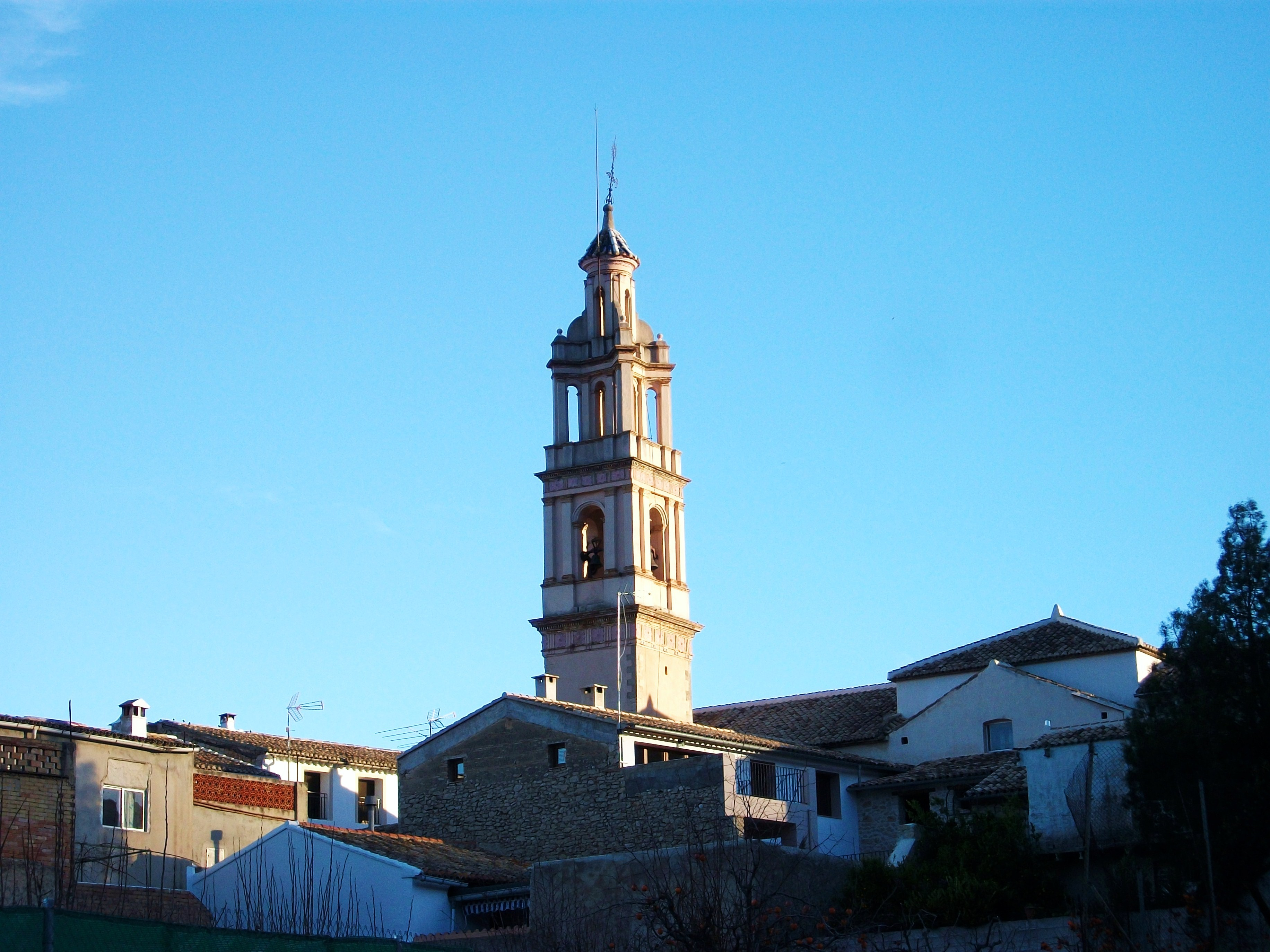
Alpatró
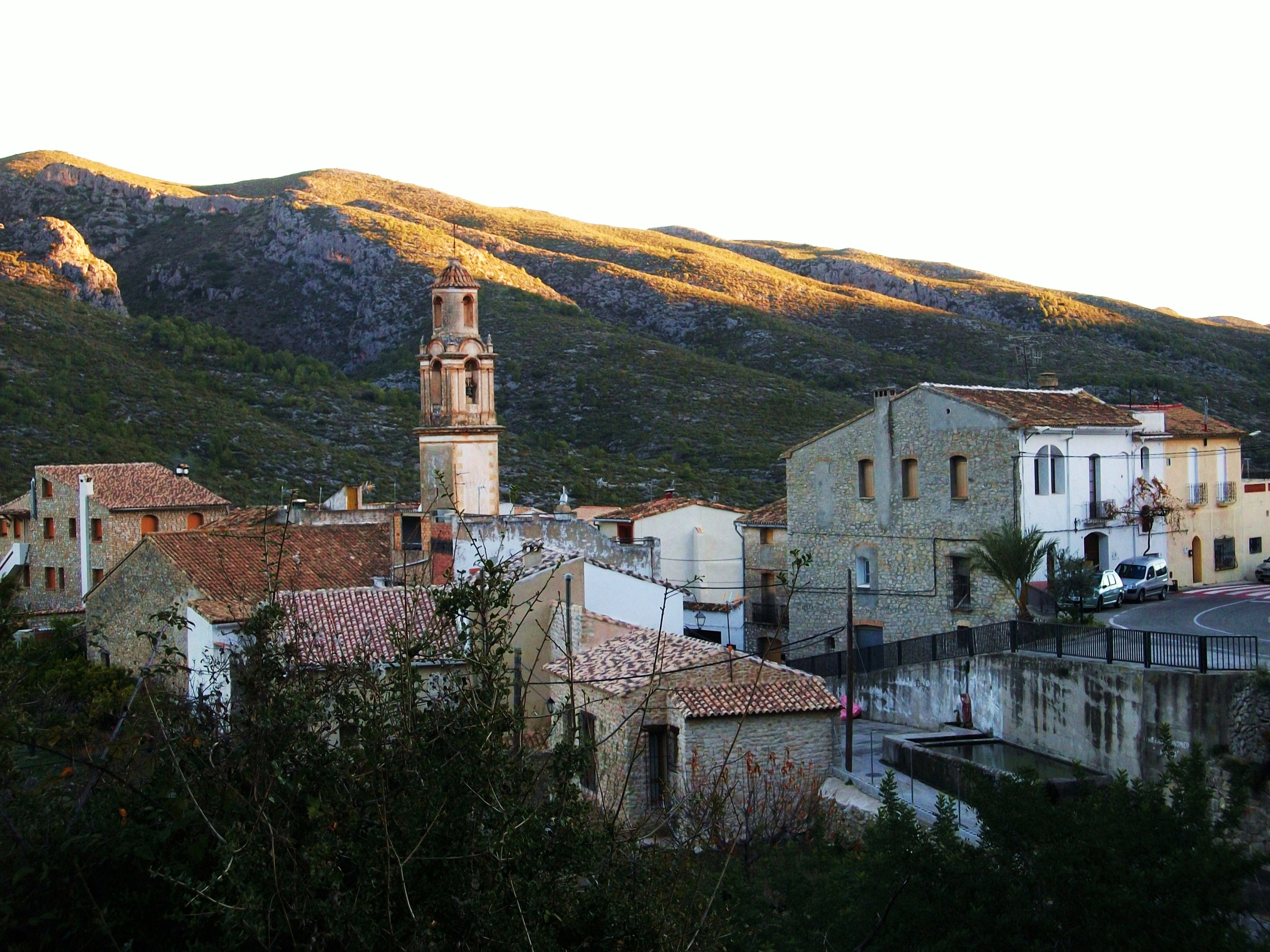
La Carroja
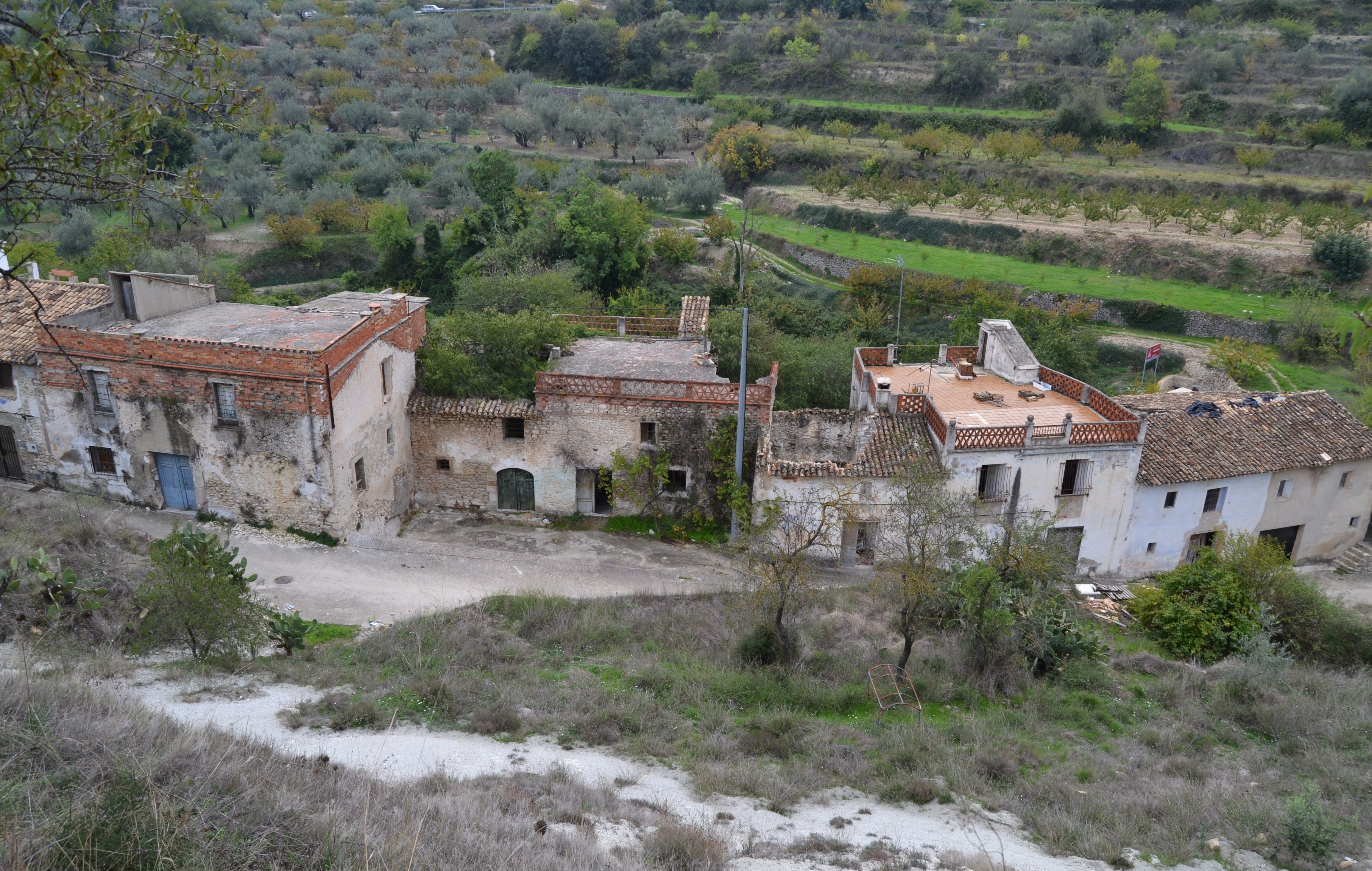
Llombai
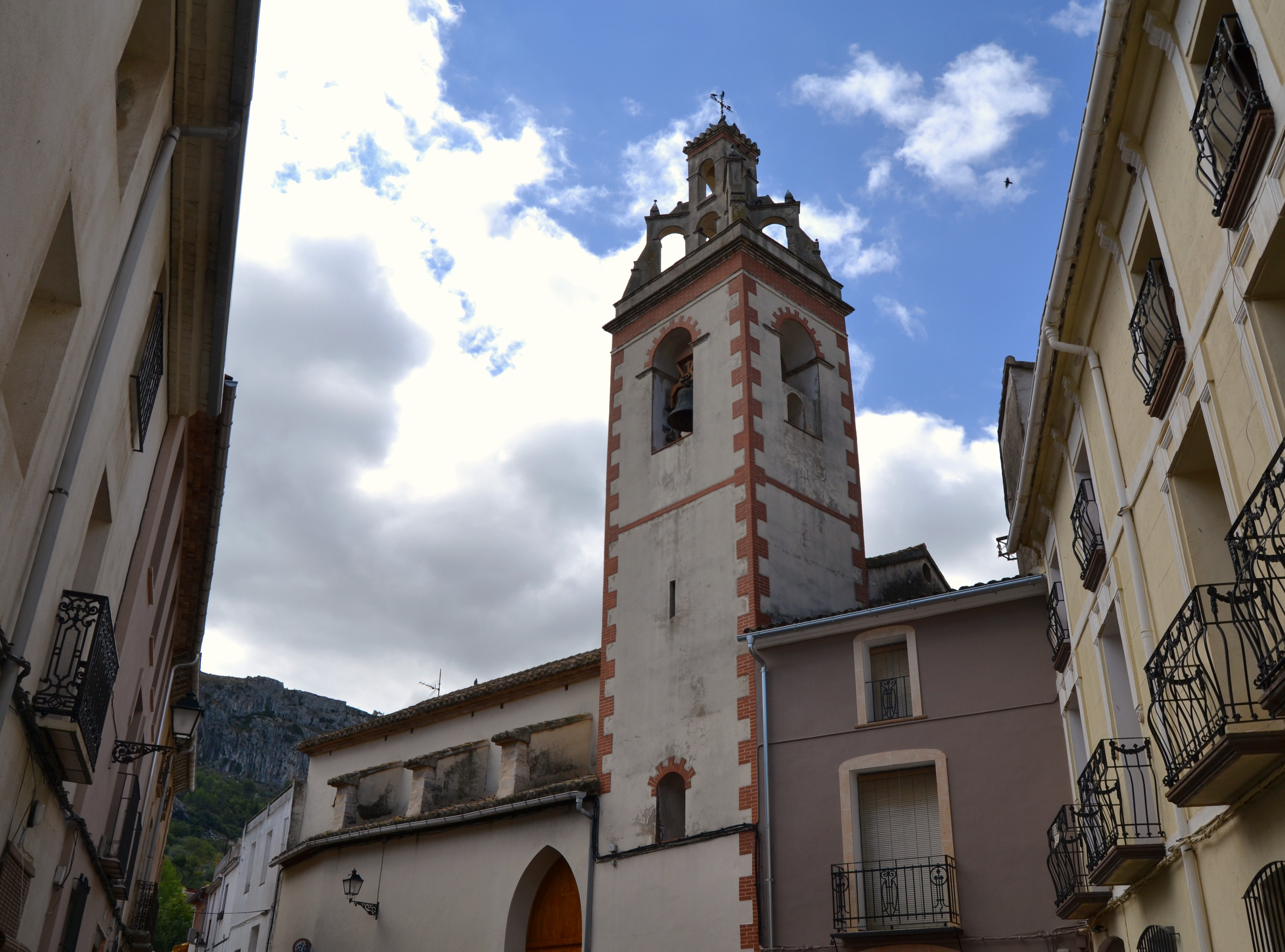
Església de Sant Roc de Benialí
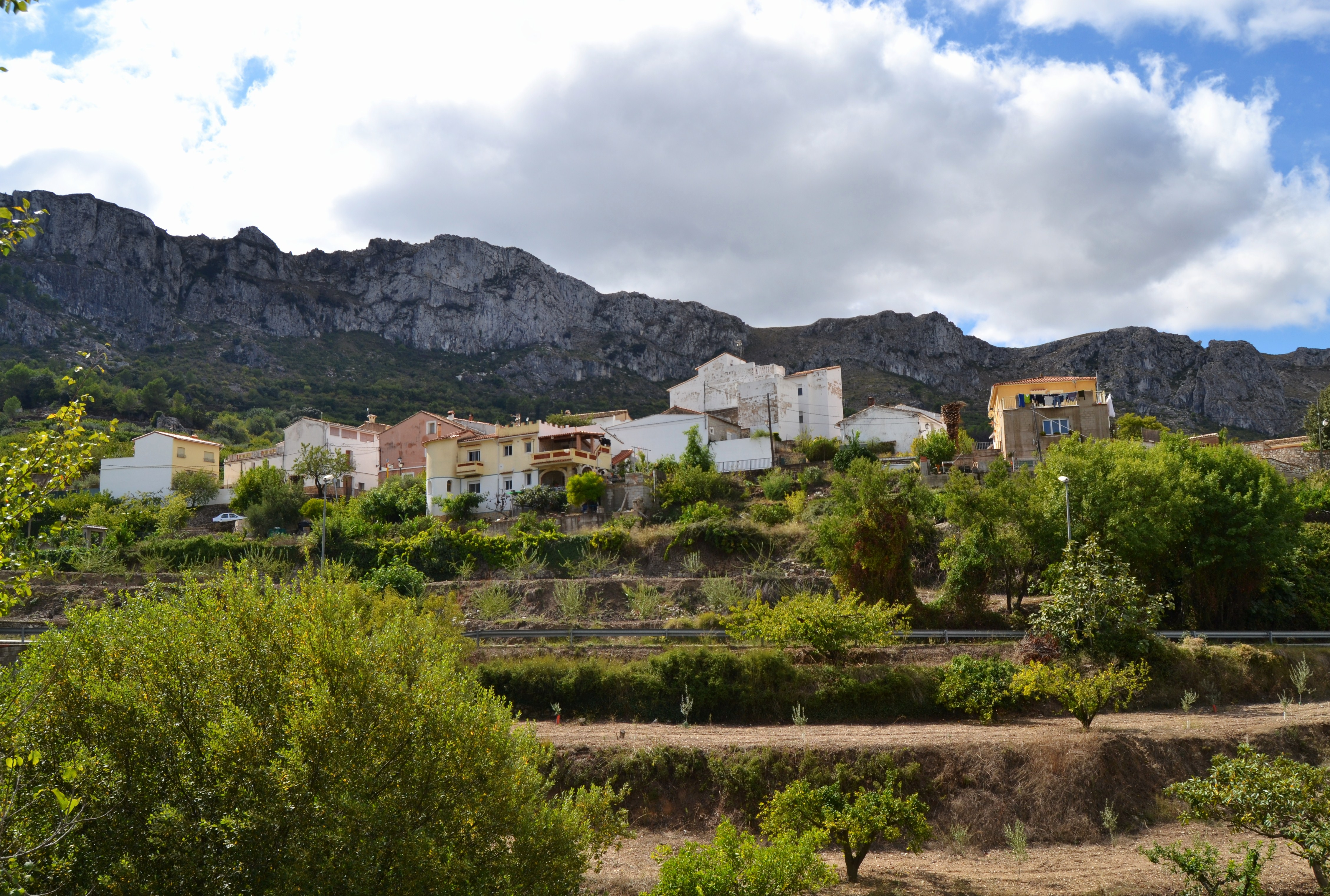
Benitaia